# Protestas en Georgia de 1956
Las protestas en Georgia de 1956, en ese tiempo República Socialista Soviética de Georgia, fueron una serie de protestas contra la política de desestalinización de Nikita Jrushchov, que conmocionó a los partidarios georgianos del estalinismo. El centro de las protestas fue la capital de la república, Tiflis, donde las manifestaciones espontáneas para conmemorar el tercer aniversario de la muerte de Stalin y para protestar por la denuncia de Jruschov hacia Stalin se convirtieron rápidamente en una manifestación masiva incontrolable y disturbios que paralizaron la ciudad. Pronto, aparecieron demandas políticas como el cambio de gobierno central en Moscú y los llamados a la independencia de Georgia de la Unión Soviética.
Las autoridades georgianas locales pasaron la responsabilidad al ejército soviético. Más tarde, el 9 de marzo, las tropas desplegadas en la ciudad abrieron fuego contra los estudiantes que formaban piquetes en los edificios gubernamentales en lo que la versión oficial soviética consideraba "un acto de autodefensa". Las agitadas multitudes continuaron resistiendo el 10 de marzo, pero finalmente fueron dispersadas por los tanques. Las estimaciones del número de víctimas oscilan entre varias docenas o cientos.
A pesar de la pronta pacificación, los acontecimientos de 1956 marcaron un punto de inflexión después del cual la lealtad de Georgia a la Unión Soviética se vio gravemente comprometida y la consolidación de la nación se intensificó. En opinión del historiador Ronald Grigor Suny, "la rápida y brutal respuesta del gobierno soviético ilustró crudamente su incapacidad para resolver el dilema de cuánto cambiar el sistema soviético y cuánto preservar el autoritarismo de Stalin. La confusión del gobierno en Tiflis fue una señal sangrienta de que la reforma iba a ser limitada por la determinación del partido de preservar su monopolio esencial del poder".

## Antecedentes

### Discurso de Jrushchov
El 25 de febrero de 1956, en una sesión a puerta cerrada del XX Congreso del Partido Comunista de la Unión Soviética, el líder soviético Nikita Jrushchov pronunció un "discurso secreto" en el que criticó las acciones tomadas por el régimen de Stalin, en particular las purgas del ejército, las altas esferas del Partido y el desarrollo del culto a la personalidad de Stalin, mientras se mantenía el apoyo a otros ideales del comunismo invocando a Vladimir Lenin.
Los rumores de que "Vozhd" (el líder) y "el padre de las naciones", que se había establecido como el símbolo principal en el comunismo soviético temprano, que habían sido denunciados por su sucesor se extendieron rápidamente por toda la Unión Soviética. Aunque se desconocían los detalles, fue un verdadero shock para la sociedad soviética.

### Reacción en Georgia
A pesar de la restricción del nacionalismo georgiano por parte del partido, la política de desestalinización de Jrushchov fue, paradójicamente, un golpe al orgullo nacional georgiano. La generación más joven de los georgianos, que no estaba completamente familiarizada con el lado más oscuro del gobierno de Stalin y se había criado en los panegíricos y el elogio permanente del "genio" de Stalin, estaba orgullosa de considerarlo como un georgiano que gobernaba la gran Rusia y, como se creía ampliamente, dominó el mundo. Ahora, la denigración de Stalin fue vista como un símbolo del maltrato de la conciencia nacional georgiana a manos de los gobernantes soviéticos.
El sentimiento patriótico mezclado con la protesta política se vio aún más inflamado por la manera sarcástica y amarga en la que Jrushchov atribuyó todos los horrores de la época al líder "genial" Stalin, a quien, como dijo irónicamente, los georgianos disfrutaron mucho al llamar "el gran hijo de la nación georgiana". Eduard Shevardnadze, entonces líder del Komsomol en Kutaisi y que eventualmente se convertiría en presidente de la Georgia postsoviética, recordó más tarde que el comentario irónico de Jrushchov sobre los georgianos al final de su discurso fue particularmente hiriente para el orgullo de la juventud georgiana.

La dolorosa reacción provocada por la desestalinización en Georgia se ha interpretado de diversas formas. Muchos lo han visto como un renacimiento del estalinismo y otros como la primera expresión abierta del nacionalismo georgiano desde la abortada revuelta de 1924. Sergei Arutiunov de la Academia de Ciencias de Rusia relata:
El cambio de lealtad que se les exigía en ese momento era demasiado enorme para ejecutarlo fácilmente. Para las personas de origen transcaucásico, el discurso de Jrushchov no fue de ninguna manera una revelación. Pero muchos georgianos reaccionaron de una manera bastante peculiar. Piense en los campesinos de Kardenakhi, el pueblo natal de mi abuelo, y en muchos otros pueblos de los que ya había aprendido la verdad sobre los GULAG a principios de la década de 1940. Estas personas nunca se refirieron a Stalin en otros términos que como "el bigotudo", o más explícitamente, "esa bestia del bigote" (es ulvashiani mkhetsi) incluso en un círculo de personas de confianza. Ahora, rápidamente mostraron retratos de Stalin en los parabrisas de sus tractores y camiones (…) Este fue un cambio diametral sorprendente. Sin embargo, mientras que entre los rusos fue un cambio de un tipo de conformidad a otra conformidad, en Georgia el cambio fue de un comportamiento no conformista a otro tipo de comportamiento no conformista".
Los eventos en Georgia pasaron en gran parte sin que la prensa soviética informara y se convirtieron en un tema tabú durante varias décadas. Lo que sucedió puede reconstruirse a partir del análisis de varios informes contemporáneos, a menudo contradictorios, relatos de testigos presenciales y algunos documentos secretos soviéticos supervivientes.

## Eventos

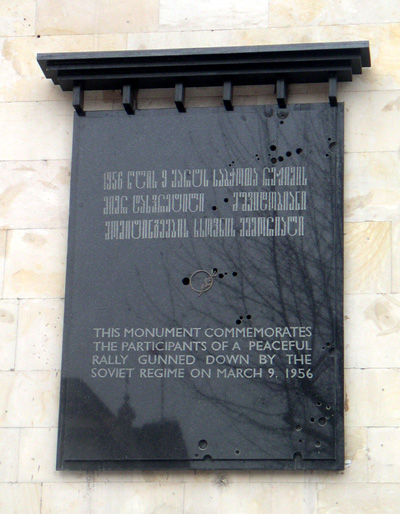
Placa conmemorativa de la masacre del 9 de marzo en el antiguo edificio de comunicaciones de la avenida Rustaveli.

Según el informe especial de Vladimir Janjgava, Ministro de Asuntos Internos de la República Socialista Soviética de Georgia, los disturbios comenzaron el 4 de marzo de 1956, cuando grupos de estudiantes se reunieron para conmemorar el tercer aniversario de la muerte de Stalin en el monumento a Stalin en el terraplén de Kurá en el centro de Tiflis. Indignados por el discurso de Jrushchov, fueron agresivos con los policías que habían puesto un cordón alrededor de la zona. El comunista georgiano Parastishvili subió al monumento a Stalin, bebió un poco de vino de una botella, rompió la botella y dijo: "¡Que mueran los enemigos de Stalin, como esta botella!".
La manifestación fue creciendo gradualmente, atrayendo a más personas, que traían coronas conmemorativas al monumento a Stalin. Las confusas autoridades locales no se opusieron activamente a estas actividades. Las manifestaciones en la capital desencadenaron protestas similares en otras partes de la república como Gori, Kutaisi, Rustavi, Sujumi y Batumi.
El 6 de marzo, las manifestaciones en Tiflis se habían vuelto más numerosas. Ese día se leyó en voz alta una carta del Comité Central del PCUS, "Sobre el culto a la personalidad", resumen del discurso que el Secretario General leyó en el último día del Congreso del Partido celebrado en febrero pasado, en una sesión especial a la que asistieron los ministros georgianos y los medios de comunicación locales. Las noticias sobre la sesión sorpresa del Consejo de Ministros de la República Socialista Soviética de Georgia se difundieron rápidamente por Tiflis y la situación se agravó.
El 7 de marzo temprano, los estudiantes de la Universidad Estatal de Tiflis salieron a las calles en lugar de asistir a clases, donde se les unieron estudiantes de otros institutos. Los manifestantes recorrieron la calle principal de Tiflis, la avenida Rustaveli, hasta la Plaza de la Libertad, se detuvieron en la Casa de Gobierno y luego en el Ayuntamiento, coreando el lema "¡Viva el gran Stalin! ¡Viva el Partido de Lenin y Stalin! ¡Viva la Georgia soviética!”, acompañados de la cacofonía de las sirenas de los coches. Una vez superada la resistencia policial, los manifestantes se reunieron nuevamente en el monumento a Stalin.
Los manifestantes formularon sus demandas a las autoridades: un día festivo oficial el 18 de diciembre (cumpleaños de Stalin), la publicación de artículos dedicados a la vida de Stalin en todos los periódicos locales, la proyección de las películas La caída de Berlín y El año inolvidable 1919 de Mikheil Chiaureli (ambas películas eran típicas del culto a la personalidad de Stalin) e invitación del mariscal chino Zhu De, que en ese momento visitaba Georgia, a la reunión. Al final del día, el número de manifestantes llegó a 70 000. El Ministerio del Interior soviético central inicialmente subestimó la magnitud de las protestas, y la información basada en el ministro Janjghava llegó al Comité Central más tarde el 8 de marzo.
En ese momento, la ciudad se había paralizado. Las reuniones se llevaron a cabo simultáneamente en varios lugares, especialmente en la Plaza Lenin y en el monumento a Stalin cubierto de guirnaldas. Las calles centrales estaban llenas de manifestantes que denunciaron en voz alta a Jrushchov, exigieron que se rehabilitara a Stalin y que se permitiera su aniversario, y pidieron específicamente a Viacheslav Mólotov que defendiera el nombre de Stalin. Se levantaron barricadas, se volcaron autobuses y automóviles. La multitud dirigió el tráfico y en varios casos incluso lo detuvo. Estallaron varios enfrentamientos con los conductores y con la policía. Cuando varios activistas fueron arrestados, las manifestaciones se hicieron aún más masivas y más agresivas. El primer secretario georgiano, Vasil Mzhavanadze, se dirigió a los manifestantes y el mariscal chino Zhu De saludó a la multitud, pero se negó a visitar el monumento a Stalin y las manifestaciones no se dispersaron.
A medida que continuaban las manifestaciones, el gobierno local comenzó a perder el control de la situación. Paralizada por la escala de las protestas y el llamamiento de los manifestantes al patriotismo georgiano y las lealtades comunistas manifestadas, la policía reaccionó cada vez con más lentitud. Temprano el 9 de marzo las autoridades intentaron calmar las tensiones y permitieron que se llevara a cabo la celebración del aniversario. Pero los tardíos intentos de concesión no dieron resultado. Más tarde ese mismo día, en la reunión cerca del monumento a Stalin, las demandas políticas se leyeron en voz alta en presencia de varios funcionarios del partido.
Según el polémico testimonio de Ruben Kipiani, posteriormente juzgado como autor de esta petición, las demandas fueron: la devolución de la "carta cerrada" sobre Stalin al Comité Central del PCUS; la destitución de Anastás Mikoyán, Nikolái Bulganin y Nikita Jrushchov del gobierno y del partido; la creación de un nuevo gobierno; la liberación de la prisión del primer secretario de la República Socialista Soviética de Azerbaiyán, Mir Jafar Baghirov; la promoción de los funcionarios soviéticos de Georgia Akaki Mgeladze y Mzhavandze al Presidium del Comité Central; el nombramiento del hijo de Stalin, Vasili, al Comité Central; la institución de una amnistía. Se decidió enviar aproximadamente a diez personas al cercano Edificio de Comunicaciones en la avenida Rustaveli para enviar un telegrama a Moscú.
Una manifestación paralela en la plaza Kolmeurneobis se volvió cada vez más antisoviética. La gente cantaba el himno "Dideba", suprimido durante mucho tiempo, y agitaba banderas de la Georgia presoviética. Cuando algunas personas vestidas de civil interfirieron, estallaron los enfrentamientos. A continuación aparecieron folletos. Según el testigo y autor judío georgiano Faina Baazova, los folletos pedían la secesión de Georgia de la Unión Soviética, una demanda que no se había escuchado anteriormente.
Los eventos que siguieron son menos claros. Más tarde ese mismo día, la decisión de traer tropas del Distrito Militar de Transcaucasia, entonces comandado por el Coronel. Gen. Iván Fediúninski, se hizo en Moscú. Sin embargo, las unidades predominantemente georgianas estacionadas en la zona no se desplegaron debido a la sospecha de falta de fiabilidad. Los funcionarios del Ministerio del Interior soviético informaron que Tiflis se había salido de control. Ellos afirmaron que los manifestantes, muchos de los cuales estaban presuntamente borrachos y armados, saqueaban la ciudad, contemplaban los pogromos de rusos y armenios étnicos y planeaban apoderarse de los edificios gubernamentales.
Esa misma noche, las autoridades transmitieron por radio un llamamiento en el que se pedía el cese de las manifestaciones y anunciaban que el comandante de la guarnición de Tiflis, el general de división Gladkov, iba a introducir un toque de queda a partir de la medianoche del 10 de marzo. Muchos manifestantes sintieron que se acercaba una amenaza y comenzaron a abandonar el centro de la ciudad. Sin embargo, cerca de la medianoche, la gente se enteró de que la delegación enviada al edificio de comunicaciones había sido detenida, aparentemente para verificar su identidad. La multitud se apresuró a rescatar a los delegados y se produjo un enfrentamiento con los soldados que custodiaban el edificio. Las tropas comenzaron a disparar contra la multitud para evitar que los manifestantes asaltaran el edificio. Simultáneamente, los tanques se movilizaron para expulsar a los manifestantes de la plaza Lenin y en el monumento a Stalin. Los manifestantes intentaron reanudar las manifestaciones el 10 de marzo, pero fueron nuevamente dispersados por las tropas. Como no existe un informe oficial, varias estimaciones sitúan el número de víctimas de 106 a 800. Cientos resultaron heridos. Más de 200 fueron arrestados en las represalias que siguieron y muchos fueron posteriormente deportados a campos de trabajo en Siberia.

## Consecuencias
Los mítines de marzo de 1956 ampliaron las divisiones dentro del Partido Comunista de Georgia, ya que varios funcionarios expresaron su solidaridad con el pueblo. En julio de 1956, el Comité Central de Moscú emitió una resolución en la que criticaba al liderazgo comunista georgiano, y en agosto el segundo secretario en Tiflis fue reemplazado por un ruso. Sin embargo, Mzhavanadze logró pacificar a los georgianos minimizando el número de víctimas en sus entrevistas y patrocinando un programa de conferencias para difundir las nuevas opiniones del partido. Por su éxito, Mzhavanadze fue elevado a miembro del Presidium del Comité Central en junio de 1957.
Aunque no se hicieron intentos aparentes de desafiar el gobierno soviético en Georgia hasta abril de 1978, los rencores contra el gobierno central en Moscú continuaron. Muchos en Georgia responsabilizaron personalmente a Jrushchov de ordenar al ejército que disparara contra los manifestantes. Los acontecimientos de Tiflis hicieron evidente la desviación de Georgia del resto de la Unión Soviética, con la posible excepción de los países bálticos. La lealtad a la Unión se vio gravemente comprometida y un sentimiento antisoviético se convirtió en una característica esencial del resurgimiento del nacionalismo georgiano.
Después del evento de 1956, aparecieron los primeros grupos clandestinos georgianos que pedían una secesión total de la Unión Soviética. Por lo general, eran pequeños y débiles y las autoridades soviéticas pudieron neutralizarlos rápidamente. Sin embargo, dieron origen a una nueva generación de disidentes, como Merab Kostava y Zviad Gamsajurdia, ambos participantes de la manifestación de marzo de 1956, que llevarían a Georgia a su lucha por la independencia en los años ochenta.